# Pyrrharctia
Pyrrharctia este un gen de insecte lepidoptere din familia Arctiidae.

Cladograma conform Catalogue of Life:
| Pyrrharctia | \| \| Pyrrharctia californica \| \| \| \| \| \| Pyrrharctia genini \| \| \| \| \| \| Pyrrharctia isabella \| \| \| \| |
|             | \| \| Pyrrharctia californica \| \| \| \| \| \| Pyrrharctia genini \| \| \| \| \| \| Pyrrharctia isabella \| \| \| \| |
|             | Pyrrharctia californica                                                                                               |
|             | |
|             | Pyrrharctia genini |
|             | |
|             | Pyrrharctia isabella                                                                                                  |
|             | |